# Georges Combret
Pour les articles homonymes, voir Combret.
Georges Combret (Maurice Antonin Georges Combret) est un réalisateur français et producteur de films pornographiques, né le 11 novembre 1906 à Paris et mort accidentellement le 31 janvier 1998 à Cannes à 91 ans.

## Biographie
Cinéaste, entrepreneur, bâtisseur, résistant français de la première heure et médaillé à la fin de la guerre, il s'est lancé dans le cinéma en 1936, d'abord dans l'exploitation de théâtres convertis en cinémas. Il passe très vite à la distribution et à la production, puis à la réalisation de films.
Après avoir tourné une quinzaine de longs métrages entre 1950 et 1977, il développe un important circuit de salles de cinéma indépendant. Au cours des années 1970, il ouvre une partie de ces salles à la production pornographique, comme la plupart des exploitants à cette époque. Toutefois, il réoriente ses cinémas vers l'exploitation conventionnelle dans la dernière moitié des années 1980. Travailleur infatigable, il meurt à la suite d'une chute de la scène d'un de ses cinémas à Cannes.

## Filmographie

### Réalisateur
- 1951 : Duel à Dakar (coréalisé avec Claude Orval)
- 1951 : Musique en tête (coréalisé avec Claude Orval)
- 1953 : Tambour battant
- 1953 : La Pocharde
- 1954 : La Castiglione (La contessa di Castiglione)
- 1954 : Raspoutine
- 1960 : Marie des Isles
- 1961 : Les Fortiches
- 1965 : La Traite des blanches
- 1966 : Duel dans le monde (Duello nel mondo) (coréalisé avec Luigi Scattini)
- 1967 : La Malédiction de Belphégor (coréalisé avec Jean Maley)
- 1967 : Le Feu de Dieu

### Scénariste
- 1974 : Quand les filles se déchaînent de Guy Maria
- 1984 : Le Verdict des Gitans de Gilbert Roussel

### Producteur
- 1951 : La Garçonnière (court métrage) (également directeur de production)
- 1965 : La baronne s'en balance (La vedovella) de Silvio Siano
- 1982 : Putain de sorcière de Gilbert Roussel
- 1984 : Le Verdict des Gitans de Gilbert Roussel